# Максимовская (Тотемский район)
Максимовская — деревня в Тотемском районе Вологодской области.
Входит в состав Калининского сельского поселения, с точки зрения административно-территориального деления — в Калининский сельсовет.
Расстояние по автодороге до районного центра Тотьмы — 29,5 км, до центра муниципального образования посёлка Царёва — 4,5 км.
По переписи 2002 года население — 2 человека.